# Holzhausen (westfälisches Adelsgeschlecht)

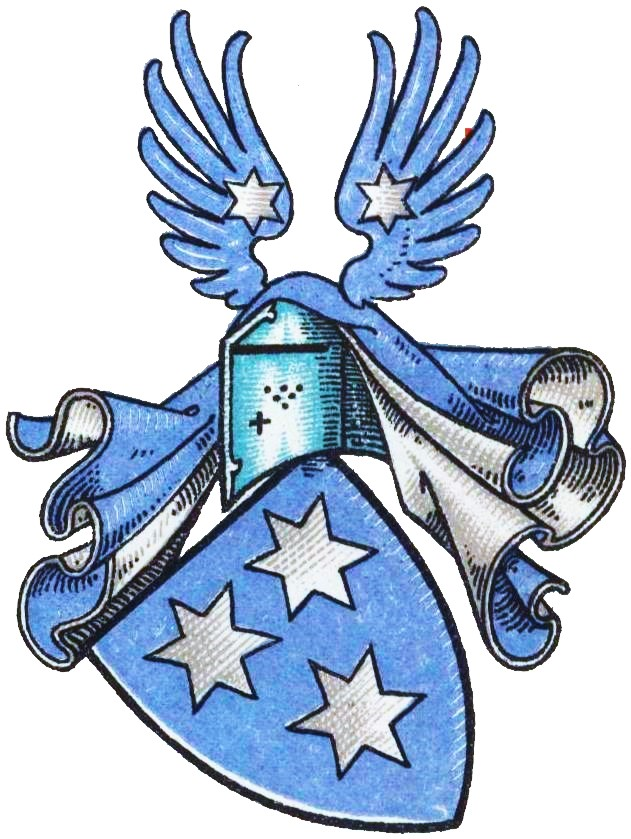
Wappen derer von Holthausen im Wappenbuch des Westfälischen Adels

Holzhausen (auch Holthausen, Holthusen o. ä.) ist der Name eines erloschenen westfälischen Adelsgeschlechts.
Die Familie ist zu unterscheiden von dem nichtverwandten Frankfurter Patriziergeschlecht Holzhausen und den nichtverwandten ebenfalls westfälischen Holzhausen genannt Berkule.

## Geschichte
Der namensgebende Stammsitz des Geschlechts, dessen Geschichte bis in die erste Hälfte des 13. Jahrhunderts zurückreicht, war Burg Holzhausen in Holzhausen bei Nieheim. Die Wasserburg wurde 1312 von den Brüdern Roland, Floekin und Burchhard errichtet. Die Brüder überließen eine Hälfte der Burg dem Paderborner Bischof Dietrich II. von Itter, der diese als Lehen den Brüdern zurückgab.
Die Familie gehörte zu den Vasallen der Grafen von Schwalenberg. Burchhard von Holthusen (1232–1282) und sein Bruder Helbert (1260–1270) waren Burgmänner zu Burg Schwalenberg. Die Familie erlosch mit Otto von Holzhausen, der laut Max von Spießen 1472 schon verstorben war. 1484 belehnte dann der Paderborner Bischof Simon III. zur Lippe Arnd von Borch mit den Holzhausener Lehngütern.

## Wappen
Blasonierung: In Blau drei (2:1) silberne Sterne. Auf dem Helm mit blau-silbernen Helmdecken ein offener blauer Flug, jeder Flügel mit einem silbernen Stern belegt.